# French Open 1968 (Badminton)
Die French Open 1968 im Badminton fanden Anfang April 1968 in Paris statt. Es war die 39. Auflage des Championats.

## Finalresultate
| Disziplin    | Sieger                            | Finalist                     | Ergebnis         |
| ------------ | --------------------------------- | ---------------------------- | ---------------- |
| Herreneinzel | Sture Johnsson                    | Lee Kin Tat                  | 15–12, 15–3      |
| Dameneinzel  | Eva Twedberg                      | Agnes Geene                  | 11–2, 11–0       |
| Herrendoppel | Horst Lösche Gerhard Kucki        | Sture Johnsson Kurt Johnsson | 6–15, 15–3, 15–2 |
| Damendoppel  | Eva Twedberg Karin Dittberner     | Gerda Schumacher Lore Hawig  | 15–8, 15–11      |
| Mixed        | Herman Leidelmeijer Lily ter Metz | Torsten Winter Julie Rickard | 6–15, 15–4, 15–8 |